# Malcolm Baldrige National Quality Award
Pour les articles homonymes, voir Malcolm.
Le Malcolm Baldrige National Quality Award est un prix national américain récompensant la maîtrise de la qualité dans les organisations publiques aux États-Unis.

## Historique
Le 20 août 1987, le président Ronald Reagan signe une loi fédérale instituant un prix destiné à encourager la gestion de la qualité dans les secteurs du commerce, de la santé, de l'éducation ainsi que dans les organismes à but non lucratif qui le souhaitent. Ce prix vise à promouvoir l'excellence dans la démarche et l'exécution des projets. 
Pour l'obtention de ce prix, l'évaluation des organismes candidats se fonde sur sept critères :
1. Leadership
2. Orientation stratégique
3. Orientation client
4. Résultats qualité et opérationnel
5. Système d'information et analyse
6. Management et développement des ressources humaines
7. Management des processus

Ce prix est dénommé ainsi en hommage à Malcolm Baldrige, secrétaire au Commerce des États-Unis, de 1981 à 1987, dans les cabinets de Ronald Reagan.